# Ходжсон (озеро)
Ходжсон (англ. Hodgson Lake) — постоянно покрытое льдом пресноводное озеро длиной приблизительно 2 км и шириной около 1,5 км, расположенное в южной части Земли Александра I, к западу от Земли Палмера в Антарктиде, примерно в 72° ю. ш. и 68,5° з. д. Глубина озера — 93,4 метра. Озеро запечатано слоем льда толщиной 3,6—4,0 м. Это ультраолиготрофное озеро с очень низким содержанием питательных веществ и очень низкой продуктивностью. Первые исследования не выявили в нём жизни, более поздние исследования установили наличие бактерий в составе: 23,8% Actinobacteria; 21,6% Proteobacteria; 20,2% Planctomycetes; 11,6% Chloroflexi; 23% бактерий в 2013 году были определены как неидентифицированные. В целом озеро обладает уникальным составом микроорганизмов, которое не соответствует полярным, низкотемпературным, пресноводным или морским водоёмам.
Геоморфологические и палеоклиматологические исследования показывают, что озеро Ходжсон в ходе последнего ледникового максимума было покрыто ледяным щитом по меньшей мере 470-метровой толщины. Этот ледник начал истончаться около 13500 лет назад. В конце концов он отступил от области озера Ходжсон и оставил его покрытым только многолетними льдами не позднее чем 11000 лет назад. Это озеро было запечатано ими с того времени.
Британский комитет по антарктическим названиям (UK Antarctic Place-Names Committee) 20 ноября 2007 года назвал озеро в честь Доминика Ходжсона, ведущего автора докладов об обнаружении данного географического объекта. И его имя было присвоено озеру — несмотря на то, что сам Ходжсон предлагал для него наименование «Цитадель» (Citadel Lake). Доктор Ходжсон подтвердил существование этого озера 18 декабря 2000 года во время полевых рекогносцировочных работ. Позже, в 2009 году, документы, старшим соавтором которых был Доминик Ходжсон, были опубликованы в Quaternary Science Reviews.